# 熊文綬
熊文綬（1372年—1431年），字藻伯，四川成都府內江縣人，民籍，治《詩經》，年二十九歲歲中式建文二年庚辰科第二甲第二十八名進士。九月二十一日生，行二，曾祖熊必先；祖熊；父熊；母方氏。永感下，妻方氏，兄添祐。由國子生中式江西庚午鄉試第三十名舉人，會試中式第八十七名。授戶科給事中，建文四年陞任禮科都給事中，後任德慶州同知，祀名宦祠。